# Cuộc đua xe đạp tranh Cúp truyền hình Thành phố Hồ Chí Minh 2014
Cuộc đua xe đạp toàn quốc tranh Cúp truyền hình Thành phố Hồ Chí Minh 2014 là giải đấu lần thứ 26 của Cuộc đua xe đạp toàn quốc tranh Cúp truyền hình Thành phố Hồ Chí Minh do Ban Thể dục - Thể thao, Đài Truyền hình Thành phố Hồ Chí Minh và Tổng cục Thể dục thể thao Việt Nam phối hợp tổ chức, diễn ra từ ngày 19 tháng 4 đến ngày 30 tháng 4 năm 2014. Cuộc đua gồm 11 chặng với tổng lộ trình 1173 km, xuất phát từ Thành phố Hồ Chí Minh đến Nha Trang (Khánh Hòa) và ngược lại. Tổng cộng có 81 vận động viên đến từ 12 đội đua tham gia cuộc đua lần này.
Từ cuộc đua lần này, nội dung đua đồng đội tính giờ được đưa vào thi đấu (tại Nha Trang).

## Công bố
| Giải thưởng         | Tiền thưởng     |
| Từng chặng          | Từng chặng      |
| ------------------- | --------------- |
| Về nhất             | 5.000.000 đồng  |
| Chung cuộc          |                 |
| Áo vàng             | 60.000.000 đồng |
| Áo chấm đỏ          | 20.000.000 đồng |
| Áo xanh             | 20.000.000 đồng |
| Áo trắng            | 10.000.000 đồng |
| Đồng đội chung cuộc | 50.000.000 đồng |
| Đội phong cách      | 20.000.000 đồng |

Thông tin về Cuộc đua xe đạp toàn quốc tranh Cúp Truyền hình Thành phố Hồ Chí Minh 2014 được công bố vào ngày 15 tháng 4 năm 2014 trong một cuộc họp báo trước khi khởi tranh giải. Ban tổ chức đã công bố lộ trình cuộc đua với tổng lộ trình dài 1173 km.
Đài Truyền hình Thành phố Hồ Chí Minh cho biết việc tổ chức này nhằm hướng tới kỷ niệm 39 năm ngày Giải phóng miền Nam - Thống nhất đất nước, 128 năm ngày Quốc tế Lao động và 60 năm Chiến thắng Điện Biên Phủ.

## Danh sách tham dự
Cuộc đua lần thứ 26 quy tụ các đội đua:
- Suntek Sao Việt Thành phố Hồ Chí Minh (SUN)
- Eximbank Thành phố Hồ Chí Minh (EXB)
- Quân khu 7 (QK7)
- Quân Đội (QDO)
- Bến Tre (BTR)
- VTV Cần Thơ (VCT)
- Đống Đa - Hà Nội (DHN)
- ADC Truyền hình Vĩnh Long (AVL)
- Thanh Sơn Hóa Nông - Vĩnh Long (THV)
- Bảo vệ thực vật An Giang (BAG)
- Dược Domesco Đồng Tháp (DDT)
- Cỏ May Đồng Tháp (CDT)

## Lộ trình và kết quả từng chặng
| Chặng | Ngày       | Đoạn đường                                                               | Khoảng cách        | Kết quả từng chặng            | Kết quả từng chặng       | Kết quả từng chặng     |
| Chặng | Ngày       | Đoạn đường                                                               | Khoảng cách        | Nhất                          | Nhì                      | Ba                     |
| ----- | ---------- | ------------------------------------------------------------------------ | ------------------ | ----------------------------- | ------------------------ | ---------------------- |
| 1     | 19 tháng 4 | Vòng đua đại lộ Phạm Văn Đồng (Thành phố Hồ Chí Minh) (10 vòng x 5,4 km) | 54 km              | Lê Văn Duẩn (SUN)             |                          |                        |
| 2     | 20 tháng 4 | Thành phố Hồ Chí Minh đi Vũng Tàu (Bà Rịa - Vũng Tàu)                    | 126 km             | Hồ Huỳnh Vạn An (BAG)         |                          |                        |
| 3     | 21 tháng 4 | Vũng Tàu đi Phan Thiết (Bình Thuận)                                      | 165 km             | Lê Văn Duẩn (SUN)             | Lê Nguyệt Minh (EXB)     | Trần Văn Quyền (QK7)   |
| 4     | 22 tháng 4 | Phan Thiết đi Phan Rang (Ninh Thuận)                                     | 162 km             | Lê Anh Dũng (DHN)             | Trưong Nhật Trường (DDT) | Nguyễn Văn Đức (VCT)   |
| 5     | 23 tháng 4 | Vòng đua thành phố Phan Rang (Ninh Thuận)                                | 52 km              |                               |                          |                        |
| 6     | 24 tháng 4 | Phan Rang đi Nha Trang (Khánh Hòa)                                       | 97 km              | Trần Văn Quyền (QK7)          | Lê Nguyệt Minh (EXB)     | Nguyễn Thành Tâm (BAG) |
| 7     | 25 tháng 4 | Đua đồng đội tính giờ quanh đường Trần Phú (Nha Trang) (5 vòng x 10 km)  | 50 km              | Suntek Sao Việt TP. HCM (SUN) |                          |                        |
| ―     | 26 tháng 4 | Nghỉ tại Nha Trang                                                       | Nghỉ tại Nha Trang | Nghỉ tại Nha Trang            | Nghỉ tại Nha Trang       | Nghỉ tại Nha Trang     |
| 8     | 27 tháng 4 | Nha Trang đi Đà Lạt (Lâm Đồng, đèo Khánh Lê, đèo Giang Ly)               | 138 km             | Hồ Huỳnh Vạn An (BAG)         |                          |                        |
| 9     | 28 tháng 4 | Vòng đua hồ Xuân Hương (Đà Lạt) (10 vòng x 5,1 km)                       | 51 km              | Lê Văn Duẩn (SUN)             | Trần Văn Quyền (QK7)     | Lê Hữu Phước (QK7)     |
| 10    | 29 tháng 4 | Đà Lạt đi Bảo Lộc (Lâm Đồng)                                             | 110 km             | Lê Nguyệt Minh (EXB)          | Lê Văn Duẩn (SUN)        | Mai Nguyễn Hưng (SUN)  |
| 11    | 30 tháng 4 | Bảo Lộc đi Thành phố Hồ Chí Minh                                         | 168 km             | Lê Văn Duẩn (SUN)             | Lê Nguyệt Minh (EXB)     | Lê Hữu Phước (QK7)     |

## Diễn biến
Trong chặng 2 từ Thành phố Hồ Chí Minh đi Vũng Tàu vào ngày 20 tháng 4, điều bất ngờ đã xảy ra khi có đến 69 trên tổng số 81 vận động viên bị loại khỏi các danh hiệu cá nhân do về đích quá giờ so với nhóm đầu, chỉ còn có thể tranh hạng nhất các chặng và các danh hiệu đồng đội.
Sau đó, vào ngày 24 tháng 4, Ban tổ chức đã thay đổi điều lệ và nâng số lần quá giờ cho phép trong suốt cuộc đua lên 2 thay vì chỉ 1 như trước đây. Tuy nhiên, kết quả ở chặng 2 được giữ nguyên.

## Xếp hạng chung cuộc
|               | Vận động viên                         | Đội                                   | Tham khảo     |
| ------------- | ------------------------------------- | ------------------------------------- | ------------- |
| Áo vàng       | Hồ Huỳnh Vạn An                       | Bảo vệ Thực vật An Giang              | [ 10 ] [ 12 ] |
| Áo chấm đỏ    | Đinh Quốc Việt                        | Suntek Sao Việt Thành phố Hồ Chí Minh | [ 10 ] [ 12 ] |
| Áo xanh       | Hồ Huỳnh Vạn An                       | Bảo vệ Thực vật An Giang              | [ 10 ] [ 12 ] |
| Áo trắng      | Phan Hoàng Thái                       | Dược Domesco Đồng Tháp                | [ 10 ] [ 12 ] |
| Giải đồng đội | Suntek Sao Việt Thành phố Hồ Chí Minh | Suntek Sao Việt Thành phố Hồ Chí Minh | [ 10 ] [ 12 ] |

## Truyền hình
Các chặng đua được truyền hình trực tiếp trên các kênh HTV9, HTV Thể Thao và VTV6.